# Tommy Fleetwood
Thomas Paul Fleetwood (Southport, 19 de janeiro de 1991) é um golfista britânico.

## Carreira
Fleetwood nasceu em 19 de janeiro de 1991 em Southport, Merseyside, Inglaterra. Ele teve uma distinta carreira amadora que incluiu vitórias no Scottish Amateur Stroke Play Championship de 2009 e no English Amateur de 2010, e vice-campeonatos no Amateur Championship de 2008, no New South Wales Amateur de 2010 e no Spanish Amateur de 2010 e no European Amateur de 2010. Fleetwood representou a Grã-Bretanha e a Irlanda na Walker Cup em 2009. Ele também alcançou o número 3 no The R&A 's World Amateur Golf Rankings e o número 1 no Scratch Players World Amateur Rankings.
Fleetwood fez sua estreia profissional no Aberto Tcheco de 2010 no European Tour, onde ele passou o corte e terminou empatado em 67º. Em setembro de 2011, ele conquistou sua primeira vitória no Challenge Tour no Aberto do Cazaquistão, que garantiu sua vaga no European Tour de 2012. Em agosto de 2013, Fleetwood conquistou seu primeiro título no European Tour no Johnnie Walker Championship em Gleneagles. Ele venceu em um playoff de morte súbita de três homens, após um birdie no primeiro buraco extra para derrotar Stephen Gallacher e Ricardo González.
Nos Jogos Olímpicos de Verão de 2024, em Paris, conquistou a medalha de prata na disputa de individual masculina.